# 9 novembre 1926
Le mardi 9 novembre 1926 est le 313e jour de l'année 1926.

## Naissances
- Hugh Leonard (mort le 12 février 2009), auteur dramatique et scénariste, chroniqueur littéraire
- Jesús Fernández Santos (mort le 2 juin 1988), écrivain espagnol
- Luis Miguel Dominguín (mort le 8 mai 1996), matador espagnol
- Rachel Rosenthal (morte le 10 mai 2015), artiste française
- Rafael Lesmes (mort le 8 octobre 2012), joueur de football espagnol
- Raphy, peintre français
- Raymond Hains (mort le 28 octobre 2005), artiste français
- Ricardo de la Cierva (mort le 19 novembre 2015), homme politique espagnol
- Stu Griffing, rameur d'aviron américain
- Takao Suzuki, sociolinguiste japonais
- Vicente Aranda (mort le 26 mai 2015), cinéaste espagnol

## Événements
- Création de L'Étrange maison haute dans la brume